# كأس بولندا 2014–15
كأس بولندا 2014–15 (بالبولندية: Puchar Polski w piłce nożnej)‏ هو الموسم 61 من كأس بولندا. أقيم خلال الفترة 19 يوليو 2014 وحتى 2 مايو 2015، وأشرف على تنظيمه اتحاد بولندا لكرة القدم، وكان عدد الأندية المشاركة فيه 86، وفاز فيه ليغيا وارسو.